# Magda Tagliaferro

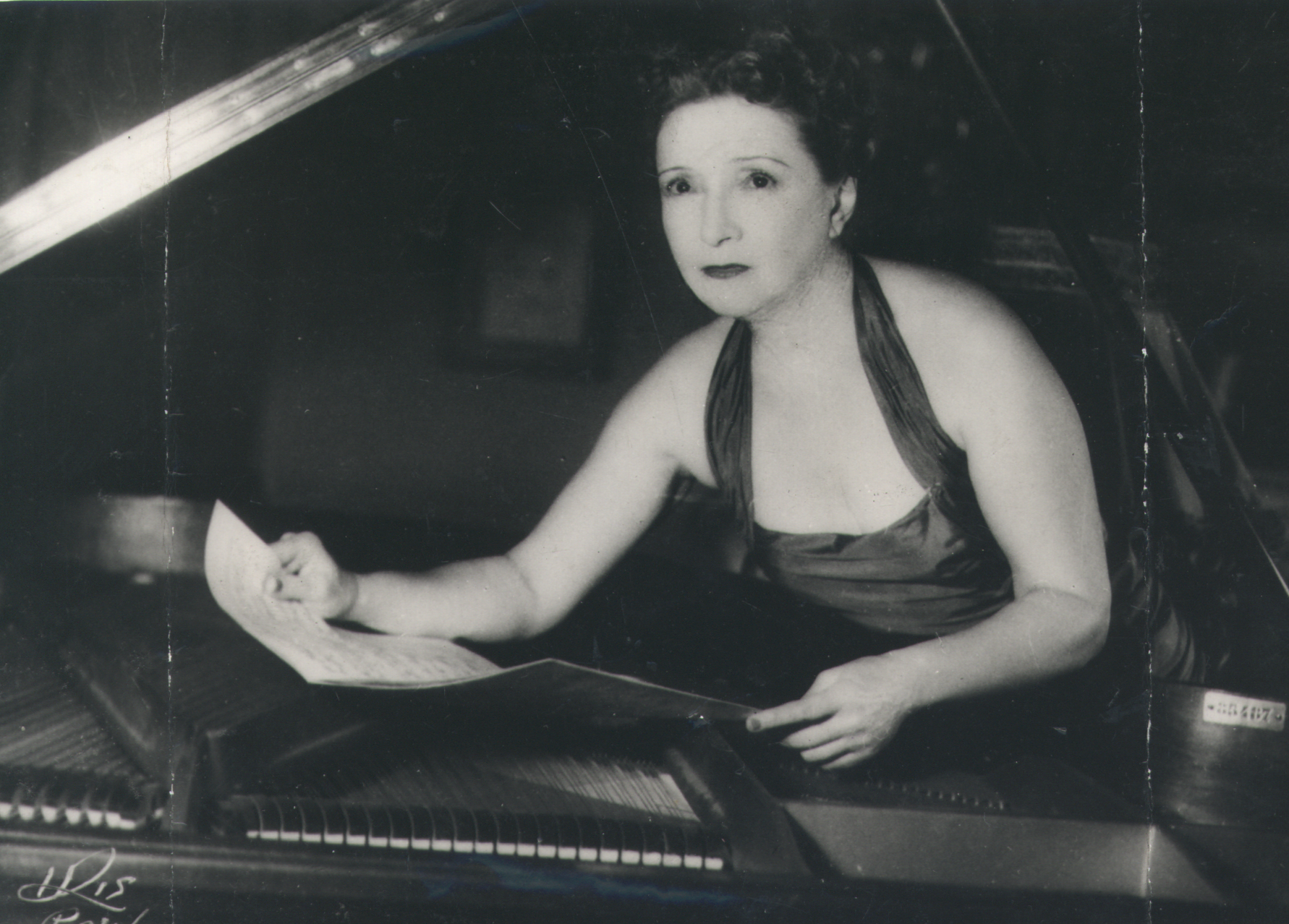
Magda Tagliaferro (1955, Nationalarchiv).

Magda Tagliaferro (* 19. Januar 1893 in Petrópolis; † 9. September 1986 in Rio de Janeiro) war eine franko-brasilianische Pianistin deutscher Abstammung.
Tagliaferro hatte ersten Unterricht bei ihrem Vater, einem Schüler von Raoul Pugno und Professor für Gesang und Klavier. 1906 kam sie mit ihrer Familie nach Frankreich und wurde Schülerin am Conservatoire de Paris. Sie studierte dort bei Antonin Marmontel und wurde von Gabriel Fauré, dem Direktor des Conservatoire, gefördert.
Nach dem Studium am Conservatoire wurde sie Schülerin von Alfred Cortot. Sie trat mit Jacques Thibaud und Pablo Casals auf, spielte Klavierduos mit Édouard Risler und Gabriel Fauré und arbeitete als Kammermusikerin mit dem Violinisten Jules Boucherit. Zwei Konzertreisen unternahm sie mit George Enescu.
In Paris trat sie im Salon Polignac auf, wo auch Musiker wie Clara Haskil und Jacques Février zu hören waren. Sie war mit Maurice Ravel, Vincent d’Indy, Francis Poulenc und Darius Milhaud bekannt und mit Reynaldo Hahn befreundet, der ihr sein Konzert für Klavier und Orchester widmete.
Vor der Machtergreifung Francos unternahm sie mehrere Tourneen durch Spanien. Für die weltweit erste Einspielung eines Werkes von Frederic Mompou erhielt sie den Grand Prix du Disque. Sie spielte auch die erste Aufnahme von Faurés Ballade für Klavier und Orchester ein. Heitor Villa-Lobos widmete ihr Momoprecoce, eine Phantasie für Klavier und Orchester, die sie 1929 in Paris uraufführte und in den 1950er Jahren mit dem Komponisten auf Platte aufnahm.
Von 1937 bis 1939 unterrichtete Tagliaferro am Conservatoire de Paris. Die Spieltechnik, die sie ihren Schülern vermittelte, wurde als Tagliaferro Technique bekannt. Während des Zweiten Weltkriegs ging sie zunächst in die USA, wo sie u. a. in der Town Hall in New York und der Carnegie Hall (unter John Barbirolli) auftrat, und dann nach Brasilien. Dort gab sie Konzerte in Rio de Janeiro und São Paulo und gründete eine eigene Musikschule. Unter ihrer Anleitung bildeten dort ihre Assistenten Nellie Braga, Lina Pires de Campos, Edda Fiore, Maria Eliza Figueiredo, Zulmira Elias José, Georgette Pereira, Menininha Lobo und Helena Plaut eine ganze Generation junger Pianistinnen und Pianisten aus.
1949 kehrte Tagliaferro nach Paris zurück. Die Nachfolge Cortots an der École Nationale de Musique lehnte sie hier ab und gründete stattdessen eine eigene Musikschule. Außerdem begründete sie die Magda Tagliaferro International Piano Competition, zu deren Siegern auch ihre Schülerin Cristina Ortiz zählte, und war mehrfach Jurorin beim berühmten Chopin-Wettbewerb in Warschau.
Zu ihren Schülern zählten u. a. die Brasilianer Flavio Varani, Cristina Ortiz, Caio Pagano, Daisy de Luca, Eudóxia de Barros und Isabel Mourão sowie Pnina Salzman, Jorge Luis Prats, James Tocco und Daniel Varsano.
Auf Anregung des Musikkritikers Harold Schonberg wurde Tagliaferro 1979 zu einem Konzert in der Carnegie Hall eingeladen, wo sie mit großem Erfolg Schumanns Carnaval spielte. Schonberg schrieb: „This listener honestly doesn't remember when he has more enjoyed a Carnaval. In its improvisatory quality, its infallible rhythm and perfect pacings, it was the essence of Schumann.“ Noch mit 90 Jahren trat sie im Januar 1983 in einem Konzert in der Londoner Wigmore Hall auf, ein Ereignis, das die BBC auf Band dokumentiert hat.
Ebenfalls zu dieser Zeit spielte sie mit ihrem Schüler Daniel Varsano eine Aufnahme von Faurés Dolly-Suite und seiner Ballade in einer Version für zwei Klaviere ein, die mit dem Grand Prix du Disque ausgezeichnet wurde. Ihr letztes öffentliches Konzert gab sie 92-jährig, ein Jahr vor ihrem Tod.
François Reichenbach drehte einen Dokumentarfilm über Tagliaferro, der zur Zeit ihres Todes noch unvollendet war, aber in Frankreich und Brasilien unter dem Titel Magda Noble et Sentimentale gezeigt wurde. Die Fundação Magda Tagliaferro unterhält ein Museum in São Paulo und vergibt Stipendien an begabte junge Musiker.